# Andrzej Munk
Andrzej Munk (* 16. Oktober 1921 in Krakau, Polen; † 20. September 1961 bei Łowicz, Polen) war ein polnischer Regisseur und Kameramann.

## Leben

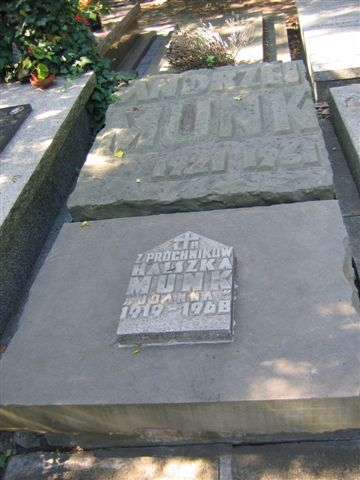
Munks Grab in Warschau

Munk wurde in Krakau geboren und beendete kurz vor dem Ausbruch des Zweiten Weltkrieges das Gymnasium. Während der Besetzung durch die Nationalsozialisten zog er nach Warschau. Er nahm einen falschen Namen an, da er sich aufgrund seiner jüdischen Abstammung verstecken musste. In Warschau arbeitete er als Bauarbeiter. Er nahm 1944 am Warschauer Aufstand teil und flüchtete nach dessen Niederschlagung nach Krakau und dann weiter nach Kasprowy Wierch, wo er bei einer Seilbahn als Wärter tätig war. Mit dem Ende des Krieges kehrte er nach Warschau zurück und begann ein Studium an der Technischen Universität Warschau. Dieses Studium brach er ab und begann Rechtswissenschaften an der Universität Warschau zu studieren. Anschließend zog er nach Łódź, um dort an der neu gegründeten Filmhochschule Łódź zu studieren. 1948 trat er in die Polnische Vereinigte Arbeiterpartei (Polska Zjednoczona Partia Robotnicza) ein. Die Filmhochschulausbildung schloss er 1951 ab und begann als Kameramann bei der Polnischen Wochenschau (Polska Kronika Filmowa). Aus dieser Zeit stammen einige kurze Filme und Dokumente von Munk. 1952 musste Munk seine Parteimitgliedschaft aufgrund „nicht-normgerechten Verhaltens“ aufgeben.
Am 20. September 1961 starb er auf dem Rückweg von Filmaufnahmen auf dem Gelände des KZ Auschwitz-Birkenau, wo er den Film Die Passagierin (Pasażerka) drehte, den Witold Lesiewicz 1963 beendete und der bei den Internationalen Filmfestspielen von Cannes 1964 im Wettbewerb gezeigt wurde. Munk erhielt dort den FIPRESCI-Preis und eine besondere Erwähnung der Jury für sein Gesamtwerk. Er liegt in Warschau auf dem Powązki-Friedhof (Cmentarz powązkowski) begraben.
Zu seinen bekanntesten Werken gehörte das an den Filmen Rashomon – Das Lustwäldchen und Citizen Kane orientierte Drama Der Mann auf den Schienen (Człowiek na torze) von 1957 sowie der im gleichen Jahr, also zur Zeit der vorsichtigen Liberalisierung unter Władysław Gomułka, entstandene, im Zweiten Weltkrieg spielende Doppelfilm Eroica über das polnische Verständnis von Heldentum und Tugend.
Seit 1965 verleiht die Filmhochschule in Łódź den Andrzej-Munk-Filmpreis für das beste Debüt eines Absolventen.

## Filmografie (Auswahl)
- 1955: Błękitny Krzyż
- 1956: Der Mann auf den Schienen (Człowiek na torze)
- 1958: Eroica
- 1960: Das schielende Glück (Zezowate szczęście)
- 1963: Die Passagierin (Pasażerka)